# Закарпатський обласний комітет Комуністичної партії України
Закарпатський обласний комітет Комуністичної партії України — орган управління Закарпатською обласною партійною організацією КП України (1946–1991 роки). Закарпатська область утворена 22 січня 1946 року. 

## Перші секретарі обласного комітету (обкому)
- січень 1946 — 27 січня 1948 — Туряниця Іван Іванович
- 27 січня 1948 — 7 вересня 1952 — Компанець Іван Данилович
- 7 вересня 1952 — 28 травня 1959 — Ваш Іван Михайлович
- 28 травня 1959 — 5 лютого 1962 — Щербак Пилип Кузьмич
- 5 лютого 1962 — 2 грудня 1980 — Ільницький Юрій Васильович
- 2 грудня 1980 — 9 лютого 1990 — Бандровський Генріх Йосипович
- 9 лютого 1990 — 2 липня 1991 — Волощук Михайло Юрійович
- 2 липня 1991 — серпень 1991 — Химинець Василь Васильович

## Другі секретарі обласного комітету (обкому)
- січень 1946 — березень 1948 — Пінчук Григорій Павлович
- березень 1948 — серпень 1951 — Ваш Іван Михайлович
- 1951 — вересень 1952 — Гарагонич Іван Георгійович
- вересень 1952 — грудень 1959 — Повзик Марко Власович
- грудень 1959 — 5 лютого 1962 — Ільницький Юрій Васильович
- березень 1962 — січень 1966 — Мозговий Іван Олексійович
- січень 1966 — 1972 — Дикусаров Володимир Григорович
- 1972 — 1978 — Скиба Іван Іванович
- 1978 — серпень 1989 — Ярошовець Василь Степанович
- серпень 1989 — червень 1990 — Федикович Павло Антонович
- 9 червня 1990 — серпень 1991 — Мигович Іван Іванович

## Секретарі обласного комітету (обкому)
- січень 1946 — березень 1948 — Ваш Іван Михайлович (3-й секретар)
- січень 1946 — березень 1948 — Карпенко Яків Олексійович (по пропаганді)
- січень 1946 — вересень 1952 — Повзик Марко Власович (по кадрах)
- березень 1948 — вересень 1952 — Бойко Михайло Федорович (по пропаганді)
- березень 1948 — вересень 1952 — Тарахонич Дмитро Михайлович (3-й секретар)
- вересень 1952 — квітень 1959 — Повх Василь Олексійович (по ідеології)
- затв. грудень 1954 — 1957 — Ільницький Юрій Васильович
- затв. квітень 1959 — 27 листопада 1963 — Шамовський Віталій Антонович (по ідеології)
- лютий 1963 — січень 1966 — Бігунець Іван Юрійович (парт-держ. контроль)
- 27 листопада 1963 — 31 жовтня 1969 — Бєлоусов Віктор Іванович (по ідеології)
- серпень 1966 — 31 жовтня 1969 — Орос Віктор Васильович (по промисловості)
- 31 жовтня 1969 — 20 грудня 1975 — Чечель Віктор Антонович (по промисловості)
- 31 жовтня 1969 — 20 вересня 1975 — Шманько Георгій Іванович (по ідеології)
- 13 лютого 1973 — 14 червня 1979 — Ваш Омелян Васильович
- 20 вересня 1975 — 7 березня 1986 — Семенюк Микола Миколайович (по ідеології)
- 20 грудня 1975 — 10 грудня 1988 — Долгоп'ятов Олександр Тимофійович (по промисловості)
- 1979 — 29 вересня 1987 — Чулей Олександр Йосипович
- 1986 — 12 травня 1990 — Туряниця Степан Михайлович (по ідеології)
- 29 вересня 1987 — 1991 — Васильєв Валентин Васильович
- 10 грудня 1988 — червень 1990 — Куратченко Володимир Олександрович (по промисловості)
- 12 травня 1990 — 9 червня 1990 — Мигович Іван Іванович (по ідеології)
- 9 червня 1990 — липень 1991 — Химинець Василь Васильович (по ідеології)

## Заступники секретарів обласного комітету (обкому)
- січень (затв. у квітні) 1946 — /1947/ — Булига Олексій Іванович (заст. секретаря обкому по лісовій промисловості)
- січень (затв. у квітні) 1946 — /1946/ — Шрамко Ілля Якович (заст. секретаря обкому по транспорту)
- затверджений квітень 1946 — листопад 1948 — Ковалько Гаврило Іванович (заст. секретаря обкому по будівництву і будівельних матеріалах)
- затверджений квітень 1946 — листопад 1948 — Кухта Леонід Хомич (заст. секретаря обкому по промисловості)
- затверджений листопад 1946 — листопад 1948 — Савченко І.П. (заст. секретаря обкому по торгівлі і громадському харчуванню)